# Microtus qazvinensis
Microtus qazvinensis es una especie de roedor de la familia Cricetidae.

## Distribución geográfica
Se encuentra en Irán.